# Taeniophyllum affine
Taeniophyllum affine är en orkidéart som beskrevs av Rudolf Schlechter. Taeniophyllum affine ingår i släktet Taeniophyllum och familjen orkidéer. Inga underarter finns listade i Catalogue of Life.